# 弹性 (经济学)
在经济学中，弹性（elasticity）用于计量一个变量的改变将在多大程度上影响其他变量，这一概念是由阿尔弗莱德·马歇尔提出的。
弹性用因变量的变化率与自变量的变化率之比表示。弹性的概念可以应用在所有具有因果关系的变量之间。作为原因的变量通常称作自变量，受其作用发生改变的量称作因变量。例如自变量{\displaystyle x}和从变量{\displaystyle y}之间存在关系{\displaystyle y=f(x)}，则{\displaystyle y}的{\displaystyle x}弹性：
{\displaystyle E_{x,y}=\left|{\frac {\Delta y/y}{\Delta x/x}}\right|=\left|{\frac {\Delta y}{\Delta x}}\cdot {\frac {x}{y}}\right|=\left|{\frac {dy}{dx}}\cdot {\frac {x}{y}}\right|}
常见的经济学弹性有：
1. 需求的价格弹性
2. 供给的价格弹性
3. 需求的所得弹性
4. 需求的交叉弹性